# El retorn dels Set Magnífics
El retorn dels Set Magnífics (títol original en anglès: Return of the Magnificent Seven) és una pel·lícula estatunidenca dirigida per Burt Kennedy, estrenada el 1966. Ha estat doblada al català.

## Argument
Chico, resta al poble mexicà després dels esdeveniments explicats a Els set magnífics, és segrestat per bandits. Aquests fugitius també segresten els homes dels pobles veïns, els porten a un poble en ruïnes i els obliguen a reconstruir-lo. La dona de Chico, Petra, marxa a buscar llavors els 2 altres mercenaris (els 4 altres havien estat morts) per tal d'alliberar el seu marit...

## Mercenaris morts
- Luis
- Frank
- Manuel

## Repartiment
- Yul Brynner: Chris Adams
- Robert Fuller: Vin
- Julián Mateos: Chico
- Warren Oates: Colbee
- Claude Akins: Frank
- Elisa Montés: Petra, la dona de Chico
- Fernando Rey: Capellà
- Emilio Fernández: Francisco Lorca
- Rodolfo Acosta: Lopez

## Al voltant de la pel·lícula
Aquesta pel·lícula és la continuació de Els set magnífics de John Sturges.
Es van rodar altres dues continuacions: Les pistoles dels Set Magnífics i The Magnificent Seven Ride.

## Premis i nominacions
Nominacions
- 1967: Oscar a la millor banda sonora per Elmer Bernstein